# لیوراجا
لیوراجا (به ایتالیایی: Livraga) یک کومونه در ایتالیا است که در استان لودی واقع شده‌است.

## خصوصیات
لیوراجا ۱۲٫۲ کیلومترمربع مساحت و ۲٬۵۸۹ نفر جمعیت دارد.